# Saint-Hilaire-de-la-Côte
Saint-Hilaire-de-la-Côte ist eine französische Gemeinde mit 1.598 Einwohnern (Stand: 1. Januar 2022) im Département Isère in der Region Auvergne-Rhône-Alpes. Sie gehört zum Arrondissement Vienne, zum Kanton Bièvre und zum Gemeindeverband Bièvre Isère.

## Geografie
Die Gemeinde Saint-Hilaire-de-la-Côte liegt am Südhang eines weit nach Westen ausgreifenden Ausläufers der Chartreuse; die La Côte genannte schmale Bergkette ist ca. 25 Kilometer lang, nur vier Kilometer breit und bis zu 750 m hoch. Der 644 m hohe Mont Avalon bildet die höchste Erhebung der Gemeinde Saint-Hilaire-de-la-Côte. Die Stadt Vienne ist 37 Kilometer von Gillonnay entfernt. Im Süden reicht das Gemeindegebiet über die Ebene Plateau de Bièvre bis zum Flughafen Grenoble. Umgeben wird Saint-Hilaire-de-la-Côte von den Nachbargemeinden Mottier im Norden und Nordwesten, Longechenal im Nordosten, La Frette im Osten, Saint-Étienne-de-Saint-Geoirs im Süden und Südosten, Brézins im Südwesten sowie Gillonnay im Westen.

## Bevölkerungsentwicklung
| Jahr                       | 1962 | 1968 | 1975 | 1982 | 1990 | 1999 | 2006 | 2013 | 2021 |
| Einwohner                  | 593  | 564  | 531  | 802  | 1001 | 1106 | 1317 | 1416 | 1595 |
| Quellen: Cassini und INSEE |      |      |      |      |      |      |      |      |      |

## Sehenswürdigkeiten

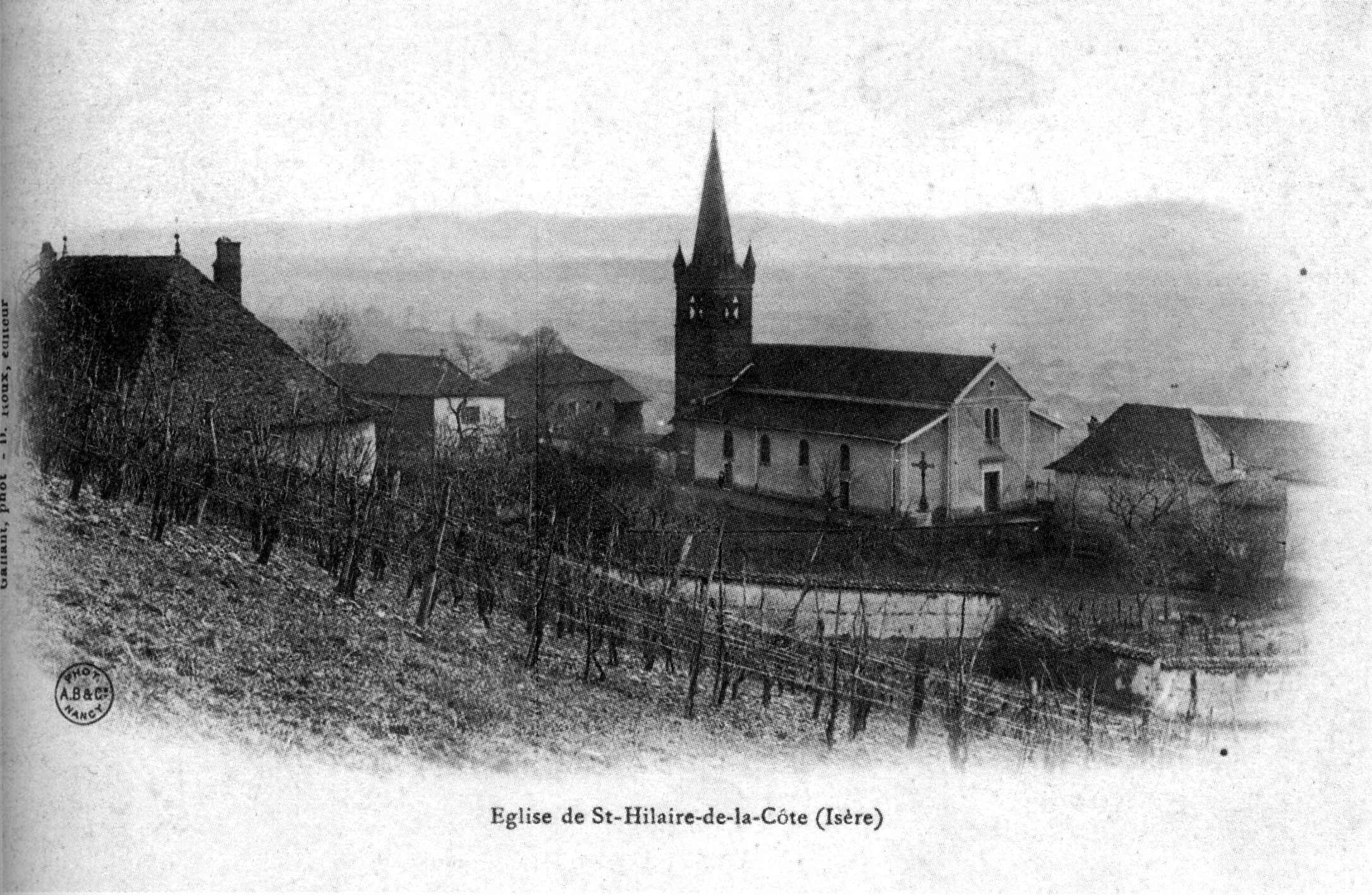
Kirche Saint-Hilaire auf einer Postkarte von 1904

- Kirche Saint-Hilaire
- Ruinen der Burg Le Bouchet